# سمارة الأمير (فلم)
سمارة الأمير هو فيلم مصري، من تأليف مصطفى محرم وإخراج أحمد يحيى، بطولة كل من نبيلة عبيد، محمود حميدة، محمد وفيق، وحيد سيف، سناء شافع ومدير التصوير يحيي عباس.

## ملخص القصة
تعمل (شلبية) الشابة الجميلة خادمة في قصر أحد الباشوات، وترتبط بعلاقة حب مع (علي) سائق الباشا، ويبلغ أحد الخدم الباشا بهذه العلاقة، فيطردهما فيضطر (علي) و (شلبية) للعمل في ملهى (الفرماوي)الليلي، ويعدها (علي) بالزواج. تغير اسمها إلى (سمارة الأمير) وتصبح غنية ومشهورة وتتعدد علاقاتها بعلية القوم، منهم (مروان أمين) الصحفي، و (مهدي باشا) السياسي المرموق، لكنها ترتبط بـ (عمر عبد القوي) موظف الضرائب الشريف، وتعتزل الرقص فيحاول (علي) إفساد حياتهما.

## فريق العمل

### تمثيل
- نبيلة عبيد (سمارة الأمير)
- محمود حميدة (علي جلال)
- محمد وفيق (عمرو عبد القوي)
- وحيد سيف (مأمون الفرماوي - صاحب كباريه)
- سناء شافع (مروان أمين)
- يوسف داوود (مستر فاولز)
- حمدي غيث (مهدي باشا جلال)
- عبد السلام محمد (فوريره)
- مريم فخر الدين (زوجة مهدي باشا)
- عمران بحر (عمدة مقامر)
- جيجى
- أحمد أبو عبية (محامي مهدي باشا)
- رمسيس مرزوق (قبطان مقامر)
- عثمان الحمامصي
- أحمد مصطفى
- رجاء سراج
- هريدي عمران
- صالح العويل
- صلاح يحيى

### صوت
- مجدي كامل (مهندس الصوت والمكساج)
- إبراهيم خورشيد (مسجل الحوار)
- سمير أبو الحلجان (م. مسجل الحوار)
- كميل صبحي (م. صوت)
- جليلة الحريري (م. صوت)
- أنور حنفي (مساعد صوت)

### إخراج
- أحمد يحيى (مخرج)
- كمال الحمصاني (مساعد مخرج)
- كمال جبر (كلاكيت)
- سيد مرسي (سكريبت)

### مونتاج
- عنايات السايس (مونتير)
- ميرفت صبري (مركب الفيلم)
- ليلى السايس (نيجاتيف)

### تصوير
- يحيى عباس (مصور)
- رمسيس مرزوق (مدير التصوير)
- سمير بهزان (مصور)

### تأليف
- مصطفى محرم (سيناريو وحوار)

نجيب محفوظ (مؤلف)

### فوتوغرافيا
- محمد بكر (مصور فوتوغرافيا)
- صابر إبراهيم (مصور فوتوغرافيا)

### موسيقى
- محمد سلطان (الموسيقى التصويرية)
- خالد الأمير (لحن رقصة "أنا خدني الهوا")

### جرافيكس
- نوال (المقدمة)

### ماكياج
- حسن طه (ماكيير)

### كاستينج
- مصطفى شميس (ريجيسير)[2]